# Аллан Маркес Лоурейро
Аллан Маркес Лоурейро (порт. Allan Marques Loureiro, нар. 8 січня 1991, Ріо-де-Жанейро) — бразильський футболіст, півзахисник «Аль-Вахди». Виступав у складі збірної Бразилії.

## Клубна кар'єра
Народився 8 січня 1991 року в місті Ріо-де-Жанейро. Аллан почав кар'єру виступаючи за молодіжні склади клубів «Мадурейра», «Депортіво Мальдонадо» та «Васко да Гама». У 2009 році останні підписали з ним повноцінний контракт. 5 вересня в матчі проти «Атлетіку Гоянієнсі» (2:2) Аллан дебютував у Серії Б. У тому ж році він допоміг клубу вийти в Серію А. У 2011 році Аллан завоював Кубок Бразилії у складі «Васко». 11 березня 2012 року в поєдинку проти свого рідного клубу «Мадурейра» він забив свій перший гол.
Влітку того ж року він перейшов у італійський «Удінезе». Сума трансферу склала 3 млн євро. 2 вересня в поєдинку проти «Ювентуса» Аллан дебютував у Серії А, вийшовши на заміну замість Антоніо Ді Натале. 18 січня 2015 року у поєдинку проти «Кальярі» він забив свій перший гол за «фріулів». Своєю грою Аллан привернув увагу багатьох європейських клубів, таких як «Ювентус» «Інтернаціонале», московський «Спартак», німецькі «Боруссія» (Дортмунд) та «Вольсбург», а також англійські  «Арсенал» та «Челсі»..
Влітку 2015 року він перейшов в «Наполі». Сума трансферу склала 12 млн євро плюс права на Мігеля Брітоса (щоправда, уругваєць перейшов у «клуб-сателіт» «Удінезе» англійський «Вотфорд») і дворічну оренду Дувана Сапати. 30 серпня в матчі проти «Сампдорії» Аллан дебютував за новий клуб. У цьому поєдинку він віддав гольовий пас Гонсало Ігуаїна. 13 вересня в матчі проти «Емполі» Аллан забив свій перший гол за неаполітанців, через тиждень відзначився знову проти римського «Лаціо». Протягом п'яти сезонів відіграв за неаполітанську команду 157 матчів в національному чемпіонаті.
5 вересня 2020 року за 25 мільйонів євро (плюс можливі три мільйони євро у вигляді бонусів) перейшов до англійського «Евертона».
У вересні 2022 року вирішив продовжити кар'єру в ОАЕ у складі «Аль-Вахди».

## Виступи за збірну
2011 року залучався до складу молодіжної збірної Бразилії, разом з якою виграв молодіжний чемпіонат світу у Колумбії. На турнірі він взяв участь в матчах проти команд Іспанії (2:2)та Португалії (3:2). Всього на молодіжному рівні зіграв у 5 офіційних матчах.
Наприкінці 2018 року дебютував за національну збірну Бразилії. Наступного року був у її складі учасником Кубка Америки 2019, за результатами якого бразильці здобули свій дев'ятий титул континентальних чемпіонів.

## Статистика виступів

### Статистика клубних виступів
Станом на 28 липня 2020
| Сезон                     | Команда                   | Чемпіонат                 | Чемпіонат | Чемпіонат | Національний кубок | Національний кубок | Національний кубок | Континентальні кубки | Континентальні кубки | Континентальні кубки | Інші змагання | Інші змагання | Інші змагання | Усього | Усього |
| Сезон                     | Команда                   | Ліга                      | Ігор      | Голів     | Ліга               | Ігор               | Голів              | Ліга                 | Ігор                 | Голів                | Ліга          | Ігор          | Голів         | Ігор   | Голів  |
| ------------------------- | ------------------------- | ------------------------- | --------- | --------- | ------------------ | ------------------ | ------------------ | -------------------- | -------------------- | -------------------- | ------------- | ------------- | ------------- | ------ | ------ |
| 2009                      | «Васко да Гама»           | B                         | 13        | 0         | -                  | -                  | -                  | -                    | -                    | -                    | -             | -             | -             | 13     | 0      |
| 2010                      | «Васко да Гама»           | A                         | 15        | 0         | КБ                 | 0                  | 0                  | -                    | -                    | -                    | -             | -             | -             | 15     | 0      |
| 2011                      | «Васко да Гама»           | A                         | 19        | 0         | КБ                 | 8                  | 0                  | ПаК                  | 7                    | 1                    | -             | -             | -             | 34     | 1      |
| 2012                      | «Васко да Гама»           | A                         | 4         | 0         | КБ                 | 0                  | 0                  | КЛ                   | 5                    | 0                    | -             | -             | -             | 9      | 0      |
| Усього за «Васко да Гаму» | Усього за «Васко да Гаму» | Усього за «Васко да Гаму» | 51        | 0         |                    | 8                  | 0                  |                      | 12                   | 1                    |               | -             | -             | 71     | 1      |
| 2012–13                   | «Удінезе»                 | A                         | 36        | 0         | КІ                 | 1                  | 0                  | ЛЧ+ЛЄ                | 0+0                  | 0                    | -             | -             | -             | 37     | 0      |
| 2013–14                   | «Удінезе»                 | A                         | 33        | 0         | КІ                 | 4                  | 0                  | ЛЄ                   | 4                    | 0                    | -             | -             | -             | 41     | 0      |
| 2014–15                   | «Удінезе»                 | A                         | 35        | 1         | КІ                 | 3                  | 1                  | -                    | -                    | -                    | -             | -             | -             | 38     | 2      |
| Усього за «Удінезе»       | Усього за «Удінезе»       | Усього за «Удінезе»       | 104       | 1         |                    | 8                  | 1                  |                      | 4                    | 0                    |               | -             | -             | 116    | 2      |
| 2015–16                   | «Наполі»                  | A                         | 35        | 3         | КІ                 | 2                  | 0                  | ЛЄ                   | 6                    | 0                    | -             | -             | -             | 43     | 3      |
| 2016–17                   | «Наполі»                  | A                         | 29        | 1         | КІ                 | 2                  | 0                  | ЛЧ                   | 8                    | 0                    | -             | -             | -             | 39     | 1      |
| 2017–18                   | «Наполі»                  | A                         | 38        | 4         | КІ                 | 2                  | 0                  | ЛЧ+ЛЄ                | 8+2                  | 0                    | -             | -             | -             | 50     | 4      |
| 2018–19                   | «Наполі»                  | A                         | 33        | 1         | КІ                 | 2                  | 0                  | ЛЧ+ЛЄ                | 6+6                  | 0                    | -             | -             | -             | 48     | 1      |
| 2019–20                   | «Наполі»                  | A                         | 22        | 1         | КІ                 | 3                  | 0                  | ЛЧ                   | 5                    | 0                    | -             | -             | -             | 30     | 1      |
| Усього за «Наполі»        | Усього за «Наполі»        | Усього за «Наполі»        | 157       | 9         |                    | 11                 | 0                  |                      | 41                   | 0                    |               | -             | -             | 209    | 9      |
| Усього за кар'єру         | Усього за кар'єру         | Усього за кар'єру         | 332       | 11        |                    | 29                 | 1                  |                      | 57                   | 1                    |               | -             | -             | 418    | 13     |

### Статистика виступів за збірну
Станом на 28 липня 2020
| Дата       | Місто          | Господарі | Результат          | Гості     | Турнір                          | Голи | Примітки |
| ---------- | -------------- | --------- | ------------------ | --------- | ------------------------------- | ---- | -------- |
| 16-11-2018 | Лондон         | Бразилія  | 1 – 0              | Уругвай   | товариський матч                | -    | 59'      |
| 20-11-2018 | Мілтон-Кінз    | Бразилія  | 1 – 0              | Камерун   | товариський матч                | -    |          |
| 26-3-2019  | Прага          | Чехія     | 1 – 3              | Бразилія  | товариський матч                | -    |          |
| 9-6-2019   | Порту-Алегрі   | Бразилія  | 7 – 0              | Гондурас  | товариський матч                | -    | 32'      |
| 22-6-2019  | Сан-Паулу      | Перу      | 0 – 5              | Бразилія  | Копа Америка 2019 - 1-й етап    | -    | 70'      |
| 27-6-2019  | Порту-Алегрі   | Бразилія  | 0 – 0 (4 – 3 п.п.) | Парагвай  | Копа Америка 2019 - чвертьфінал | -    | 71'      |
| 2-7-2019   | Белу-Оризонті  | Бразилія  | 2 – 0              | Аргентина | Копа Америка 2019 - півфінал    | -    | 80' 82'  |
| 7-7-2019   | Ріо-де-Жанейро | Бразилія  | 3 – 1              | Перу      | Копа Америка 2019 - Фінал       | -    | 90+3'    |
| 10-9-2019  | Лос-Анджелес   | Бразилія  | 0 – 1              | Перу      | товариський матч                | -    |          |
| Усього     |                | Матчів    | 9                  |           | Голів                           | 0    |          |

## Титули і досягнення
- Володар Кубка Бразилії (1):

«Васко да Гама»: 2011
- Молодіжний чемпіонат світу (1):

Бразилія U-20: 2011
- Володар Копа Америки (1):

Бразилія: 2019
- Володар Кубка Італії (1):

«Наполі»: 2019-20
- Чемпіон Бразилії (1):

«Ботафогу»: 2024
- Володар Кубка Лібертадорес (1):

«Ботафогу»: 2024